# Phia Berghout
Phia Berghout   (Rotterdam, 14 de desembre de 1909 - 22 de març de 1993) era un arpista neerlandesa. El seu obituari a "The Independent" la va anomenar "sens dubte l'arpista més influent d'aquest segle".

## Carrera
Va néixer a Rotterdam el 1909 i va començar a tocar l'arpa quan tenia 15 anys. Va estudiar l'arpa al Conservatori d'Amsterdam amb Rosa Spier. Va tocar al Concertgebouw d'Amsterdam, com a segona arpa de 1933-1945 i arpa principal 1945-1960, a més de tenir una reeixida carrera en solitari. Va ensenyar al Conservatori d'Amsterdam i, a partir del 1974, al Conservatori de Maastricht.
Juntament amb Maria Korchinska (1895-1979) va establir les Harpweeks internacionals celebrades a Queekhoven, prop d'Amsterdam, als anys seixanta; aquests es van convertir en el Congrés Mundial de l'Arpa.

## Vida personal
Berghout es va casar amb Johannes den Hertog, pianista i ajudant de direcció del Concertgebouw d'Amsterdam: es van divorciar al cap de poc temps. Va morir a Doorn el 1993, als 83 anys.